# Bracon vestiticida
Bracon vestiticida är en stekelart som först beskrevs av Henry Lorenz Viereck 1912.  Bracon vestiticida ingår i släktet Bracon och familjen bracksteklar. Inga underarter finns listade.